# Tetragnatha shinanoensis
Tetragnatha shinanoensis este o specie de păianjeni din genul Tetragnatha, familia Tetragnathidae, descrisă de Yutaka Okuma și Chikuni, 1978. Conform Catalogue of Life specia Tetragnatha shinanoensis nu are subspecii cunoscute.